# Micii salvatori
Micii salvatori (engleză The Rescuers) este un film de animație în regia lui Wolfgang Reitherman și lansat pe 22 iunie 1977. El se bazează pe povestiri The Rescuers și Miss Bianca de Margery Sharp.
Filmul a fost un mare succes. Astfel, compania Disney a luat decizia producerii o continuare intitulat Salvatorii în Australia (engleză The Rescuers Down Under) pe 16 noiembrie 1990.